# شهرستان لابت (کانزاس)
شهرستان لابت، کانزاس (به انگلیسی: Labette County, Kansas) یک سکونتگاه مسکونی در ایالات متحده آمریکا است که در کانزاس واقع شده‌است.